# رنتل (ولکره)
رنتل یکی از بخشهای کانتون سنت گالن در کشور سوئیس است.